# Swiss Indoors 2002 - Qualificazioni singolare
Le qualificazioni del singolare allo Swiss Indoors 2002 sono state un torneo di tennis preliminare per accedere alla fase finale della manifestazione. I vincitori dell'ultimo turno sono entrati di diritto nel tabellone principale. In caso di ritiro di uno o più giocatori aventi diritto a questi sono subentrati i lucky loser, ossia i giocatori che hanno perso nell'ultimo turno ma che avevano una classifica più alta rispetto agli altri partecipanti che avevano comunque perso nel turno finale.
Le qualificazioni del torneo Swiss Indoors 2002 prevedevano 32 partecipanti di cui 4 sono entrati nel tabellone principale.

## Teste di serie
1. Jürgen Melzer (secondo turno)
2. Martin Verkerk (ultimo turno)
3. Olivier Mutis (Qualificato)
4. Jérôme Golmard (primo turno)

1. Christophe Rochus (secondo turno)
2. Cédric Pioline (Qualificato)
3. Grégory Carraz (secondo turno)
4. Giorgio Galimberti (ultimo turno)

## Qualificati
1. Nicolas Thomann
2. Cédric Pioline

1. Olivier Mutis
2. Alexander Waske

## Tabellone

### Legenda
| - Q = Qualificato - WC = Wild card - LL = Lucky loser | - ALT = Alternate - SE = Special Exempt - PR = Protected Ranking | - w/o = Walkover - r = Ritirato - d = Squalificato |

### Sezione 1
|  | Primo turno     | Primo turno        | Primo turno     | Primo turno | Primo turno |  |  | Secondo turno | Secondo turno      | Secondo turno   | Secondo turno      | Secondo turno      |   |   | Ultimo turno | Ultimo turno    | Ultimo turno    | Ultimo turno | Ultimo turno |  |
|  |                 |                    |                 |             |             |  |  |               |                    |                 |                    |                    |   |   |              |                 |                 |              |              |  |
|  | 1               | Jürgen Melzer      | Jürgen Melzer   | 6           | 7           |  |  |               |                    |                 |                    |                    |   |   |              |                 |                 |              |              |  |
|  |                 | Daniel Elsner      | Daniel Elsner   | 3           | 6           |  |  | 1             | Jürgen Melzer      | Jürgen Melzer   | 2                  | 69                 |   |   |              |                 |                 |              |              |  |
|  | Nicolas Thomann | Nicolas Thomann    | Nicolas Thomann | 6           | 6           |  |  |               | Nicolas Thomann    | Nicolas Thomann | 6                  | 7                  |   |   |              |                 |                 |              |              |  |
|  | Alexander Peya  | Alexander Peya     | Alexander Peya  | 2           | 1           |  |  |               |                    |                 |                    |                    |   |   |              | Nicolas Thomann | Nicolas Thomann | 6            | 7            |  |
|  | Gilles Elseneer | Gilles Elseneer    | Gilles Elseneer | 6           | 6           |  |  |               |                    | 8               | Giorgio Galimberti | Giorgio Galimberti | 4 | 6 |              |                 |                 |              |              |  |
|  | Markus Hantschk | Markus Hantschk    | Markus Hantschk | 1           | 3           |  |  |               | Gilles Elseneer    | 4               | 6                  | 4                  |   |   |              |                 |                 |              |              |  |
|  | 8               | Giorgio Galimberti | 2               | 6           | 6           |  |  | 8             | Giorgio Galimberti | 6               | 2                  | 6                  |   |   |              |                 |                 |              |              |  |
|  |                 | Jakub Herm-Zahlava | 6               | 4           | 2           |  |  |               |                    |                 |                    |                    |   |   |              |                 |                 |              |              |  |

### Sezione 2
|  | Primo turno    | Primo turno    | Primo turno    | Primo turno | Primo turno |  |  | Secondo turno | Secondo turno  | Secondo turno | Secondo turno  | Secondo turno |   |   | Ultimo turno | Ultimo turno   | Ultimo turno | Ultimo turno | Ultimo turno |  |
|  |                |                |                |             |             |  |  |               |                |               |                |               |   |   |              |                |              |              |              |  |
|  | 2              | Martin Verkerk | Martin Verkerk | 6           | 6           |  |  |               |                |               |                |               |   |   |              |                |              |              |              |  |
|  |                | Stéphane Bohli | Stéphane Bohli | 3           | 4           |  |  | 2             | Martin Verkerk | 6             | 4              | 6             |   |   |              |                |              |              |              |  |
|  | Michael Berrer | Michael Berrer | Michael Berrer | 7           | 6           |  |  |               | Michael Berrer | 4             | 6              | 4             |   |   |              |                |              |              |              |  |
|  | Tomáš Zíb      | Tomáš Zíb      | Tomáš Zíb      | 5           | 1           |  |  |               |                |               |                |               |   |   | 2            | Martin Verkerk | 1            | 6            | 1            |  |
|  | Gastón Etlis   | Gastón Etlis   | Gastón Etlis   | 7           | 6           |  |  |               |                | 6             | Cédric Pioline | 6             | 3 | 6 |              |                |              |              |              |  |
|  | Renzo Furlan   | Renzo Furlan   | Renzo Furlan   | 5           | 3           |  |  |               | Gastón Etlis   | 6             | 0              | 5             |   |   |              |                |              |              |              |  |
|  | 6              | Cédric Pioline | 4              | 6           | 6           |  |  | 6             | Cédric Pioline | 2             | 6              | 7             |   |   |              |                |              |              |              |  |
|  |                | Jiří Vaněk     | 6              | 3           | 4           |  |  |               |                |               |                |               |   |   |              |                |              |              |              |  |

### Sezione 3
|  | Primo turno     | Primo turno          | Primo turno     | Primo turno | Primo turno |  |  | Secondo turno | Secondo turno   | Secondo turno | Secondo turno   | Secondo turno |   |   | Ultimo turno | Ultimo turno  | Ultimo turno | Ultimo turno | Ultimo turno |  |
|  |                 |                      |                 |             |             |  |  |               |                 |               |                 |               |   |   |              |               |              |              |              |  |
|  | 3               | Olivier Mutis        | 65              | 7           | 6           |  |  |               |                 |               |                 |               |   |   |              |               |              |              |              |  |
|  |                 | Jean-Claude Scherrer | 7               | 62          | 2           |  |  | 3             | Olivier Mutis   | Olivier Mutis | 6               | 6             |   |   |              |               |              |              |              |  |
|  | Björn Phau      | Björn Phau           | 65              | 7           | 7           |  |  |               | Björn Phau      | Björn Phau    | 3               | 2             |   |   |              |               |              |              |              |  |
|  | Lionel Roux     | Lionel Roux          | 7               | 62          | 5           |  |  |               |                 |               |                 |               |   |   | 3            | Olivier Mutis | 3            | 6            | 7            |  |
|  | Richard Gasquet | Richard Gasquet      | Richard Gasquet | 6           | 6           |  |  |               |                 |               | Richard Gasquet | 6             | 3 | 5 |              |               |              |              |              |  |
|  | Roman Valent    | Roman Valent         | Roman Valent    | 1           | 4           |  |  |               | Richard Gasquet | 4             | 7               | 7             |   |   |              |               |              |              |              |  |
|  | 7               | Grégory Carraz       | Grégory Carraz  | 6           | 7           |  |  | 7             | Grégory Carraz  | 6             | 6               | 5             |   |   |              |               |              |              |              |  |
|  |                 | Michael Lammer       | Michael Lammer  | 4           | 64          |  |  |               |                 |               |                 |               |   |   |              |               |              |              |              |  |

### Sezione 4
|  | Primo turno            | Primo turno            | Primo turno            | Primo turno | Primo turno |  |  | Secondo turno   | Secondo turno          | Secondo turno          | Secondo turno          | Secondo turno |   |   | Ultimo turno    | Ultimo turno    | Ultimo turno | Ultimo turno | Ultimo turno |  |
|  |                        |                        |                        |             |             |  |  |                 |                        |                        |                        |               |   |   |                 |                 |              |              |              |  |
|  |                        | Yves Allegro           | Yves Allegro           | 6           | 7           |  |  |                 |                        |                        |                        |               |   |   |                 |                 |              |              |              |  |
|  | 4                      | Jérôme Golmard         | Jérôme Golmard         | 3           | 63          |  |  | Yves Allegro    | Yves Allegro           | Yves Allegro           | 4                      | 2             |   |   |                 |                 |              |              |              |  |
|  | Alexander Waske        | Alexander Waske        | Alexander Waske        | 7           | 6           |  |  | Alexander Waske | Alexander Waske        | Alexander Waske        | 6                      | 6             |   |   |                 |                 |              |              |              |  |
|  | Florent Serra          | Florent Serra          | Florent Serra          | 6           | 3           |  |  |                 |                        |                        |                        |               |   |   | Alexander Waske | Alexander Waske | 6            | 65           | 6            |  |
|  | Jean-François Bachelot | Jean-François Bachelot | Jean-François Bachelot | 6           | 6           |  |  |                 |                        | Jean-François Bachelot | Jean-François Bachelot | 4             | 7 | 3 |                 |                 |              |              |              |  |
|  | Marco Chiudinelli      | Marco Chiudinelli      | Marco Chiudinelli      | 3           | 3           |  |  |                 | Jean-François Bachelot | 7                      | 4                      | 6             |   |   |                 |                 |              |              |              |  |
|  | 5                      | Christophe Rochus      | 7                      | 4           | 6           |  |  | 5               | Christophe Rochus      | 64                     | 6                      | 3             |   |   |                 |                 |              |              |              |  |
|  |                        | Stefano Pescosolido    | 5                      | 6           | 4           |  |  |                 |                        |                        |                        |               |   |   |                 |                 |              |              |              |  |